# Vieux-Québec
Vieux-Québec – historyczna dzielnica w kanadyjskim mieście Québec. W 1985 roku obszar ten wpisano na listę światowego dziedzictwa UNESCO.
Termin ten odnosi się do części miasta położonej w obrębie murów miejskich. W 1750 roku Quebec stał się największym miastem w Nowej Francji, jego populacja wynosiła wówczas około 8000 mieszkańców. Był to ośrodek władzy we francuskiej Ameryce Północnej. Górne miasto było ufortyfikowanym ośrodkiem położonym na stromym wzgórzu ponad rzeką. Znajdowały się w nim urzędy władz prowincji i miasta, m.in. siedziba gubernatora. W dolnym mieście usytuowanym nad rzeką znajdował się port oraz skromniejsze domy.